# Fairchild C-119 Flying Boxcar
Il Fairchild C-119 Flying Boxcar era un bimotore da trasporto tattico ad ala alta prodotto dall'azienda statunitense Fairchild Aircraft negli anni cinquanta.
Utilizzato principalmente dall'United States Air Force (USAF) durante le guerre di Corea e del Vietnam, venne adottato da numerose aeronautiche militari mondiali, tra cui quella italiana.

## Storia del progetto

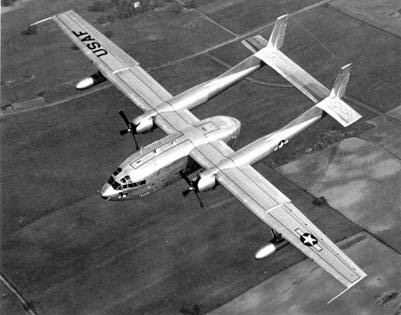
Il prototipo XC-119 in volo.

Alla metà degli anni quaranta, appena dopo essere entrato in servizio il Fairchild C-82 Packet, la United States Army Air Forces e la United States Navy, rispettivamente la componente aerea dell'esercito e della marina militare statunitensi, constatando che il modello non garantiva nelle missioni operative adeguate prestazioni a causa di una modesta potenza disponibile, richiesero alla Fairchild Aircraft di avviare un programma di miglioramento del velivolo al quale venne assegnata rispettivamente la designazione C-119 e R4Q. Il programma di sviluppo si protrasse dal 1945 al 1948. Il C-82 Packet, che alla costituzione dell'indipendente United States Air Force era utilizzato dai reparti di trasporto Tactical Air Command e Military Air Transport Service, rimase in servizio per nove anni durante i quali però manifestò alcuni gravi problemi tanto che venne deciso, per eliminarli, di avviare un programma di sviluppo introducendo dei sostanziali cambiamenti nel progetto originale.
Diversamente dal C-82, la cabina di pilotaggio venne spostata in avanti in modo da raccordarsi con la parte anteriore della fusoliera, modificando la sua precedente posizione sopra il vano di carico; questa soluzione permise di poter trasportare un carico più elevato e di disporre di un maggior volume utile rispetto a quello che il C-82 poteva ospitare. La cellula venne inoltre rinforzata ed il velivolo equipaggiato con una coppia di motori caratterizzati da una maggior potenza disponibile.
Il primo prototipo, al quale era stata assegnata la designazione XC-82B, venne portato in volo per la prima volta nel novembre 1947 e, una volta ottenuta la commessa, iniziò la produzione in serie con la designazione definitiva C-119B, negli stabilimenti di Hagerstown, nel Maryland, nel dicembre 1949.
Nel 1951 Henry J. Kaiser riuscì ad aggiudicarsi un contratto per assemblare una fornitura supplementare di C-119 presso lo stabilimento Kaiser-Frazer Automotive che occupava gli stessi spazi che avevano prodotto il B-24 Liberator, nei pressi dell'aeroporto di Willow Run a Belleville, nel Michigan. Inizialmente i C-119F realizzati dalla Kaiser-Frazer adottavano una differente motorizzazione da quelli di produzione Fairchild, una coppia di radiali Wright R-3350-85 Cyclone al posto dei due radiali Pratt & Whitney R-4360. Il motore Wright era il modello utilizzato in precedenza per equipaggiare in bombardiere strategico Boeing B-29 Superfortress e, benché fossero sprovvisti di sovralimentazione presente negli R-4360, risultarono in grado di fornire prestazioni praticamente identiche, forse anche superiori a quote più elevate. Tra il 1952 ed il 1953 Kaiser costruì 71 esemplari di C-119 a Willow Run (da s/n 51-8098 a 51-8168) prima di convertire la fabbrica per avviare la costruzione dei Chase C-123, produzione che non ebbe mai inizio. Il subappalto concesso a Kaiser non fu gradito dalla direzione della Fairchild che cercò di ottenere, senza successo, appoggi politici per cercare di bloccarne la produzione. Al termine del contratto di fornitura dei C-119 il governo non rinnovò la fiducia alla Kaiser assegnando alla Fairchild la produzione del C-123. La maggior parte dei C-119 realizzati dalla Kaiser venne in seguito destinata alla Không lực Việt Nam Cộng hòa, l'aeronautica militare del Vietnam del Sud.
Venne anche prodotta una variante nel ruolo di cannoniera volante, la AC-119G "Shadow", equipaggiata con una mitragliatrice a canne rotanti a sei canne calibro 7,62 mm, corazzatura supplementare, lanciatori di bengala, ed equipaggiamento notturno a visori infrarossi che, al pari del Lockheed AC-130 si rivelò un'arma particolarmente efficace. L'AC-119 venne reso più efficace con l'introduzione della versione AC-119K "Stinger", caratterizzata dall'adozione di due cannoncini automatici calibro 20 mm, avionica migliorata e due motori turbogetto addizionali, dei General Electric J85-GE-17, posizionati in gondole subalari ed in grado di fornire una spinta pari a 6 000 lbf (27 kN) ciascuno.
Furono inoltre realizzate altre interessanti varianti, l'EC-119J, utilizzata per la rilevazione di satelliti ed il YC-119H Skyvan, rimasto allo stadio di prototipo, caratterizzato dall'adozione di un'ala ed impennaggio di maggiori dimensioni.
Molti C-119 destinati all'uso civile vennero equipaggiati con il kit di modifica "Jet-Pack", costituito da un turbogetto Westinghouse J34 da 3 400 lbf (15 kN) di spinta racchiuso in una gondola posizionata sul dorso della fusoliera.

## Tecnica
Dotato di una capacità di carico di circa 4,5 tonnellate, di un portellone posteriore a valva e di una coda a doppia deriva, il C-119 era di manutenzione assai complicata e difficile da far volare se uno dei motori era fuori uso. Il "Flying Boxcar" (vagone volante) è capace di volare a circa 350 km/h grazie a due motori da 3.500 CV.
Nel 1966 i motori vengono potenziati con opportune modifiche dall'Alfa Romeo.

## Impiego operativo

### Militare

#### Stati Uniti d'America

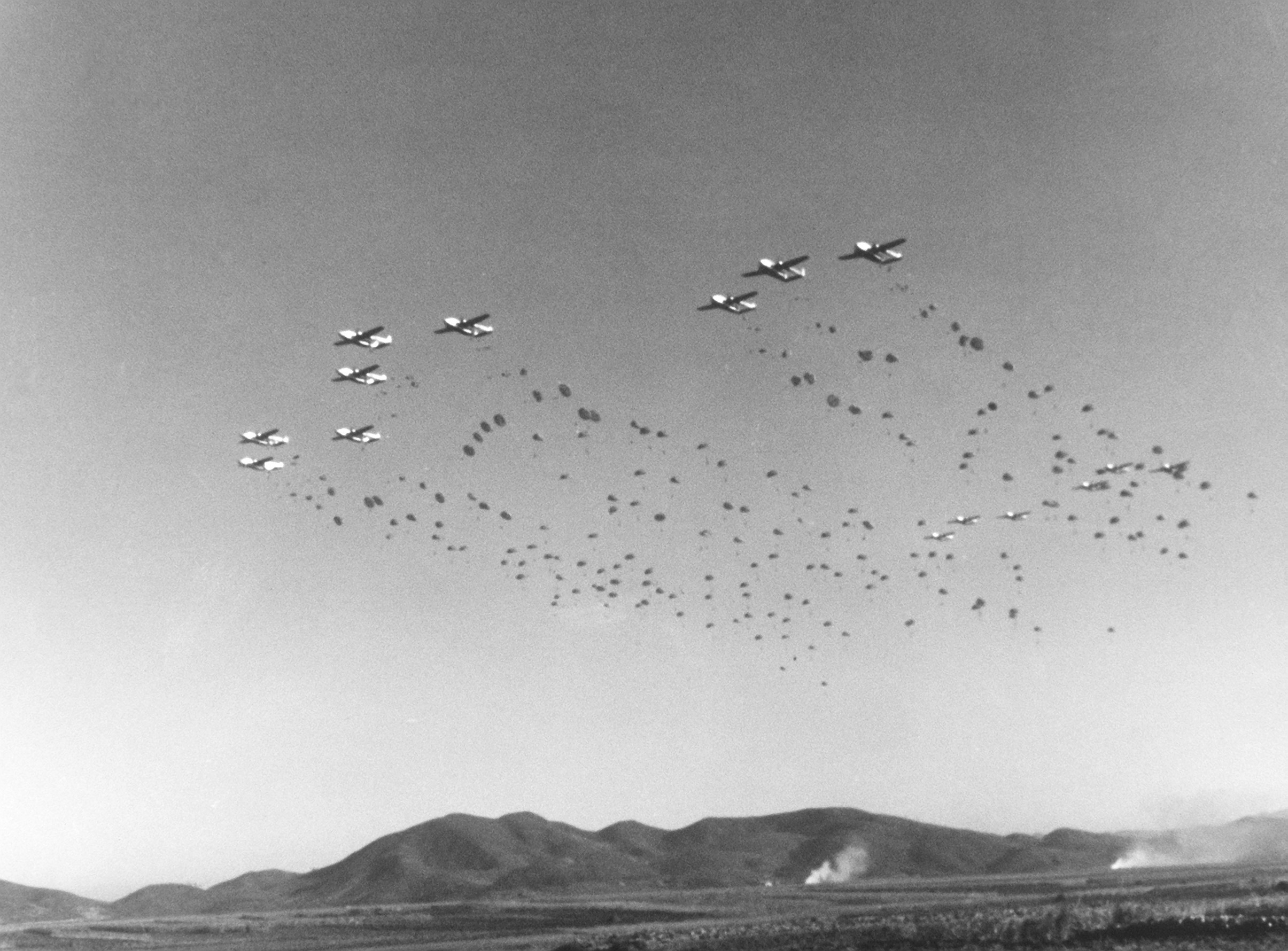
Una squadriglia di C-119 del 403rd TCW mentre aviolancia paracadutisti appartenenti al 187th RCT nel cielo sopra la Corea, 1952.

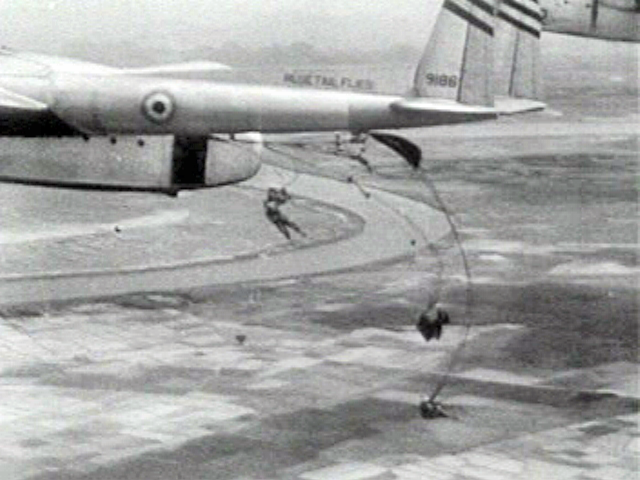
I C-119 con coccarde francesi durante la Battaglia di Dien Bien Phu.

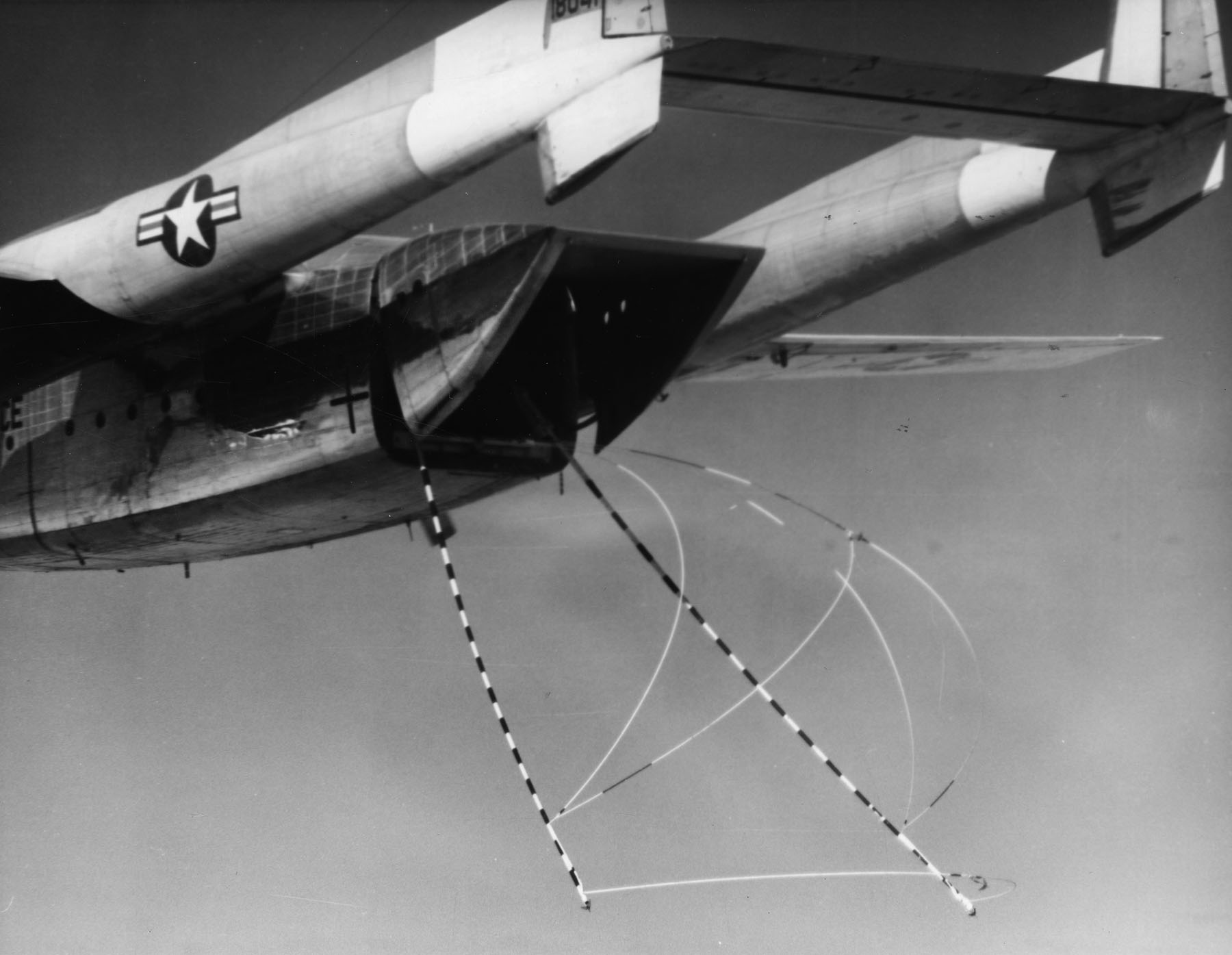
Un C-119J equipaggiato con il sistema per il recupero di pellicole provenienti da satelliti spia in orbita

Il C-119 venne intensivamente utilizzato come piattaforma di lancio per truppe aviotrasportate e per il trasporto di equipaggiamenti militari. Compito per il quale risultava particolarmente adatto visto i suoi doppi piani di coda che non potevano far impigliare un paracadutista come poteva succedere con un aereo del tipo Douglas Dakota. Nel luglio del 1950, quattro esemplari vennero inviati all'United States Far East Air Force (FEAF) per essere testati in condizioni operative e due mesi più tardi i C-119 vennero assegnati al 314th Troop Carrier Group ed utilizzati in missioni in Corea durante la guerra.
Dal 1951 al 1962 le versioni C-119C, F e G vennero assegnati ad United States Air Forces in Europe (USAFE) e FEAF come aereo da trasporto tattico nei reparti di prima linea e fecero il lavoro di manovalanza come cargo con il 60th Troop Carrier Wing, il 317th Troop Carrier Wing ed il 465th Troop Carrier Wing in Europa, con sede prima in Germania ovest e poi in Francia con circa 150 aeromobili che operavano su vari territori dalla Groenlandia all'India. Un numero simile di velivoli era altresì distaccato nell'area dell'Oceano Pacifico ed in estremo oriente. Nel 1958, il 317th integrò il 465th acquisendo i nuovi Lockheed C-130 Hercules, ma gli esemplari della ex 60th Troop Carrier Wing, i 10th, 11th e 12th Troop Carrier Squadron, hanno continuato ad operare fino al 1962, l'ultima unità operativa non-Air Force Reserve e non-Air National Guard a volare con i "Flying Boxcar".
L'USAF Strategic Air Command utilizzò i C-119 Flying Boxcar nel periodo 1955 - 1973.
I C-119 vennero destinati al 456th Troop Carrier Wing che è stato aggregato allo Strategic Air Command (SAC) dal 25 aprile 1955 al 26 maggio 1956. I C-119 eseguirono i recuperi aerei della strumentazione da alta quota trasportata su palloni. C-119 dello 6593rd Test Squadron basata alla Hickam Air Force Base, Hawaii eseguirono alcuni recuperi aerei di capsule contenenti film durante i primi anni di funzionamento del programma di satelliti spia Corona. Il 19 agosto 1960 il recupero da parte di un C-119 di una pellicola proveniente da una missione Corona con nome in codice Discoverer 14 fu il primo recupero con successo di un film proveniente da un satellite ed il primo recupero aereo di un oggetto proveniente dall'orbita terrestre.
Il C-119 in seguito continuò ad operare in zona di guerra anche in Indocina, a partire dal 1953, con esemplari segretamente concessi in prestito dalla CIA alle Forze armate francesi in missioni di cooperazione con le truppe. Questi aerei generalmente volavano con coccarde francesi ai comandi di piloti statunitensi della CIA spesso accompagnati da ufficiali e personale di supporto francesi. Il C-119 ricoprì un ruolo cruciale durante la Battaglia di Dien Bien Phu dove, volando in una zona dove si intensificava costantemente il fuoco nemico, aviolanciavano i rifornimenti alle forze francesi assediate.
Durante la Guerra sino-indiana del 1962, il C-119 venne ampiamente utilizzato per i rifornimenti alle forze armate indiane. In quell'ambito il Presidente degli Stati Uniti d'America John Fitzgerald Kennedy approvò la vendita di parti di ricambio per C-119 in via prioritaria su richiesta del governo indiano.
Dopo il suo ritiro dal servizio attivo, molti C-119 ed R4Q prestarono servizio nella US Navy, nel US Marine Corps, nell'Air Force Reserve e nella Air National Guard fino alla metà degli anni settanta, mentre solo recentemente sono stati dismessi dalla Chung-Hua Min-Kuo K'ung-Chün, l'aeronautica militare della Repubblica di Cina. L'ultimo uso militare del C-119 da parte degli Stati Uniti finì nel 1974 quando un singolo squadron di R4Q della Navy Reserve con sede alla Selfridge Air National Guard Base vicino a Detroit, Michigan, ed altri due squadron basati alla Naval Air Station Los Alamitos, California, sostituirono il loro R4Q con nuovi modelli.

#### Italia

Un Fairchild C-119G Flying Boxcar dell'Aeronautica Militare a Pisa nel 1973

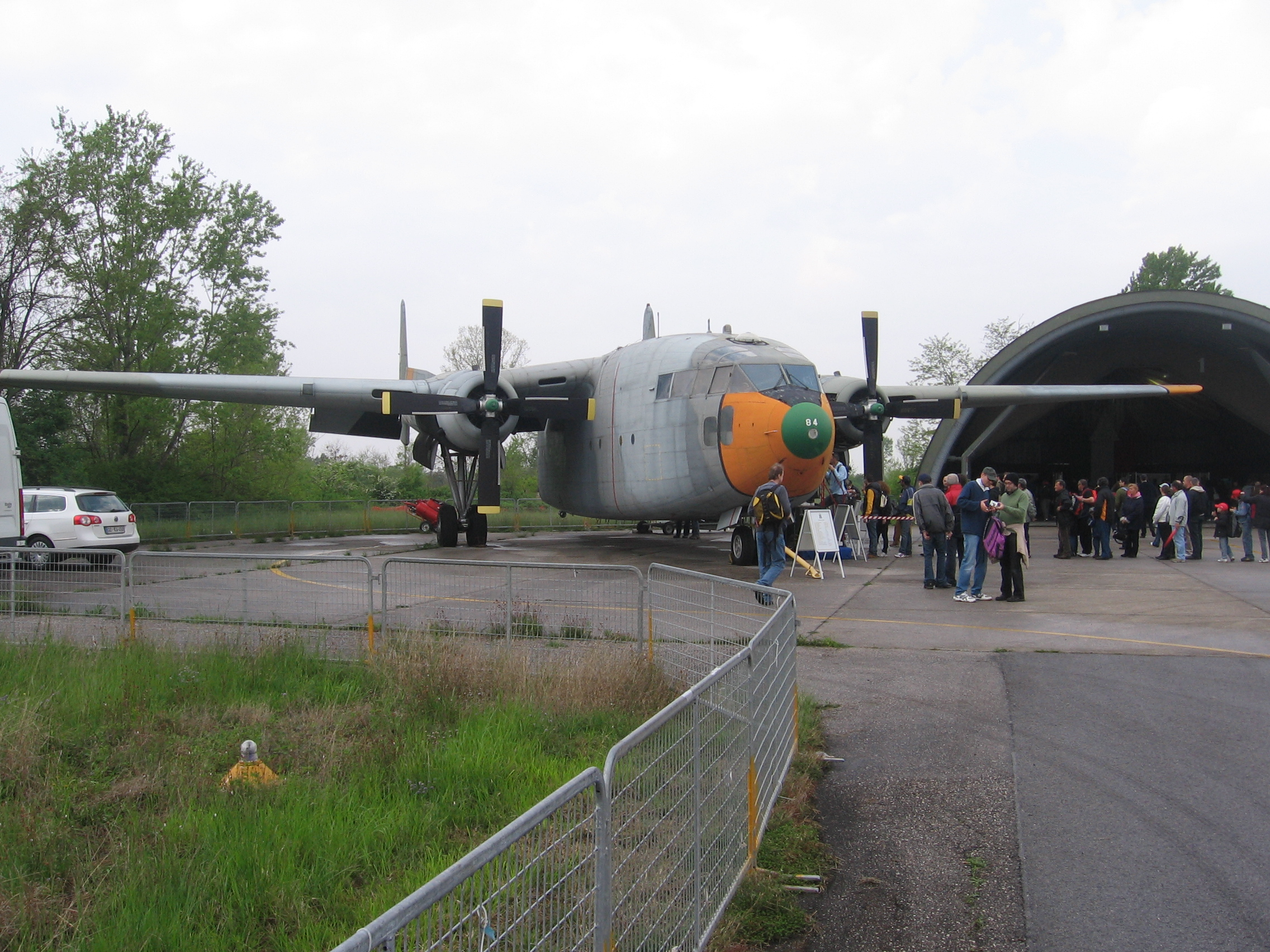
Un C-119 dell'Aeronautica Militare appartenente alla 46ª Aerobrigata.

In Italia il C-119G venne usato dall'Aeronautica Militare presso la 46ª Aerobrigata di stanza a Pisa e presso il 14º Stormo di Pratica di Mare.
Con l'ingresso dell'Italia nella NATO la linea trasporti fu ampiamente ammodernata ed il 19 maggio 1953 iniziò la consegna, presso l'aeroporto di Ciampino, dei primi due dei 40 esemplari destinati al 2º Gruppo "Lyra" ed al 98º Gruppo "Lupo".
Ha così inizio l'era dei "Vagoni Volanti", era che ha visto operare questi aeroplani ed i loro equipaggi in angoli remoti del mondo. Il 28 ottobre 1954 vengono impiegati per la prima volta nelle missioni umanitarie per il trasporto di generi di prima necessità a seguito di un terremoto in Algeria.
L'aereo svolse innumerevoli altre missioni, un esempio tra tutte è quella del 1956 quando, a causa di una eccezionale ondata di gelo che colpì le regioni del centro Italia, i C-119 operarono per giorni aviolanciando derrate alimentari e medicinali in molti paesi isolati della Calabria, Basilicata, Abruzzo e Campania.
Durante l'operazione Congo, culminata con il sacrificio di 13 aviatori trucidati a Kindu, questi velivoli volarono dall'11 luglio 1960 al 19 giugno 1962 per ben 22 mesi continuativi, con una perdita complessiva di 21 aviatori, 6 feriti e 3 velivoli distrutti in incidenti di volo.
Il grande e continuo utilizzo di questi primi 40 velivoli costrinse l'Aeronautica Militare ad acquisire altri 25 esemplari della serie C-119J denominati in gergo "cacciavite", per la particolare forma dei portelloni posteriori, e furono assegnati al ricostituito 50º Gruppo "Vega".
In quegli anni vengono svolte numerose esercitazioni che vedono anche 29 velivoli operare contemporaneamente eseguendo aviosbarchi o aviolanci di massa, oltre alle consuete missioni umanitarie nel Medio Oriente e in Africa.
Con l'arrivo degli anni settanta anche il velivolo iniziò a risentire dell'età e del lungo uso, le avarie ai motori sono all'ordine del giorno e si deve pensare alla loro progressiva sostituzione, iniziata nel 1973 con il Lockheed C-130 Hercules e a seguire nel 1978 con i G.222 di produzione nazionale (Alenia).
Il saluto al C-119 da parte dei suoi riconoscenti piloti della 46ª Aerobrigata avverrà il 24 gennaio 1979 con un volo di veterani. l'aereo (denominato "Lupo95") ebbe un guasto al carrello in fase di atterraggio. Dopo quest'ultimo atto, il velivolo doveva essere trasferito a Cuneo Levaldigi per essere donato al locale Aeroclub.

#### Altri utilizzatori militari
Oltre alla Royal Canadian Air Force e, con la designazione R4Q US Navy e USMC, molti esemplari sono stati forniti ad altre nazioni come parte del programma di assistenza militare, tra cui Belgio, Brasile, Etiopia, Repubblica di Cina e, come accennato in precedenza, Vietnam del Sud.

### Civile

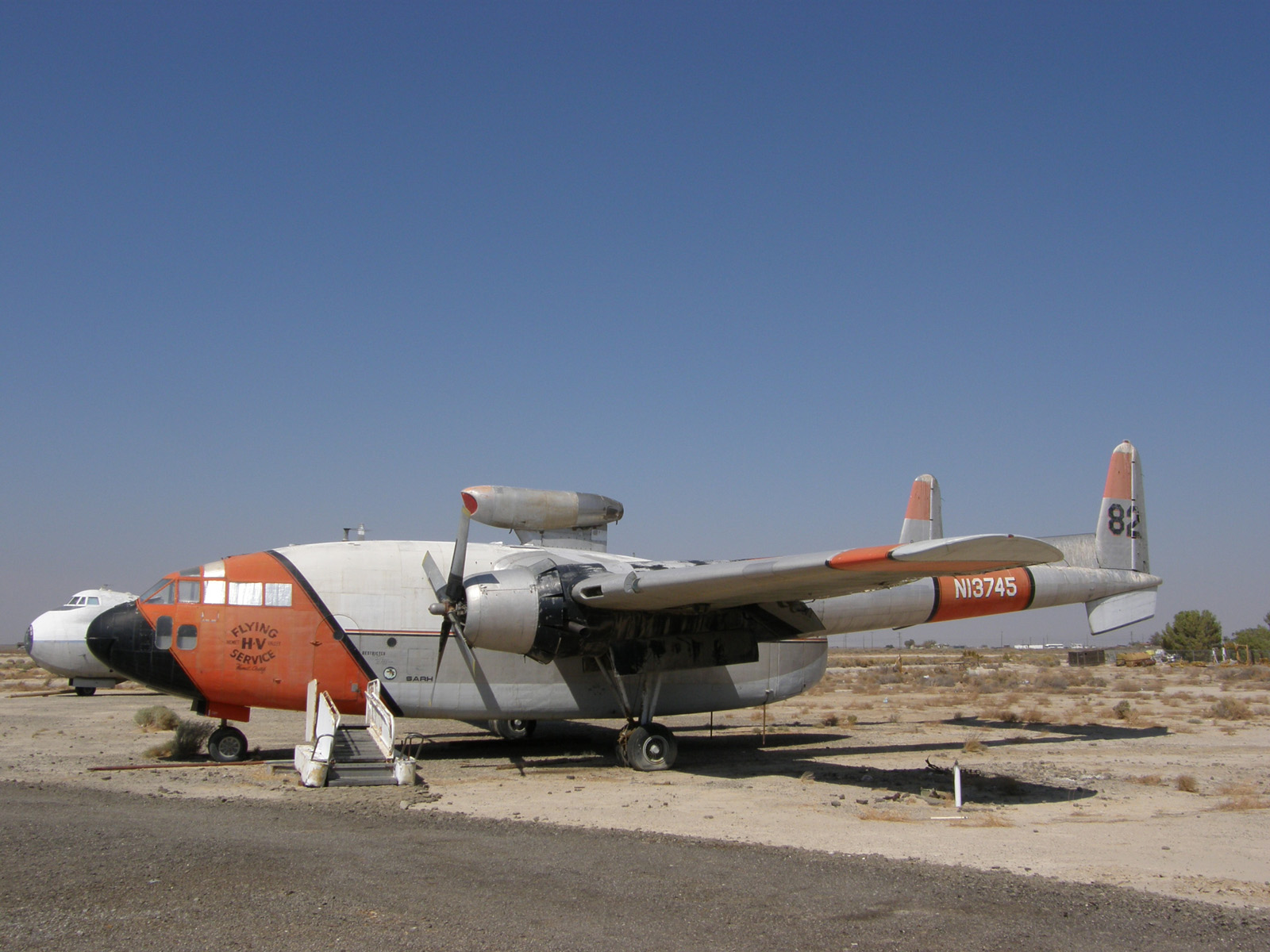
Un C-119C utilizzato dalla Hemet Valley Flying Service come Tanker 82 prima di essere ritirato, ora esposto al Milestones of Flight Museum, Fox Field, Lancaster, California. Si noti il pod dorsale contenente il motore turbogetto posizionato sopra la fusoliera.

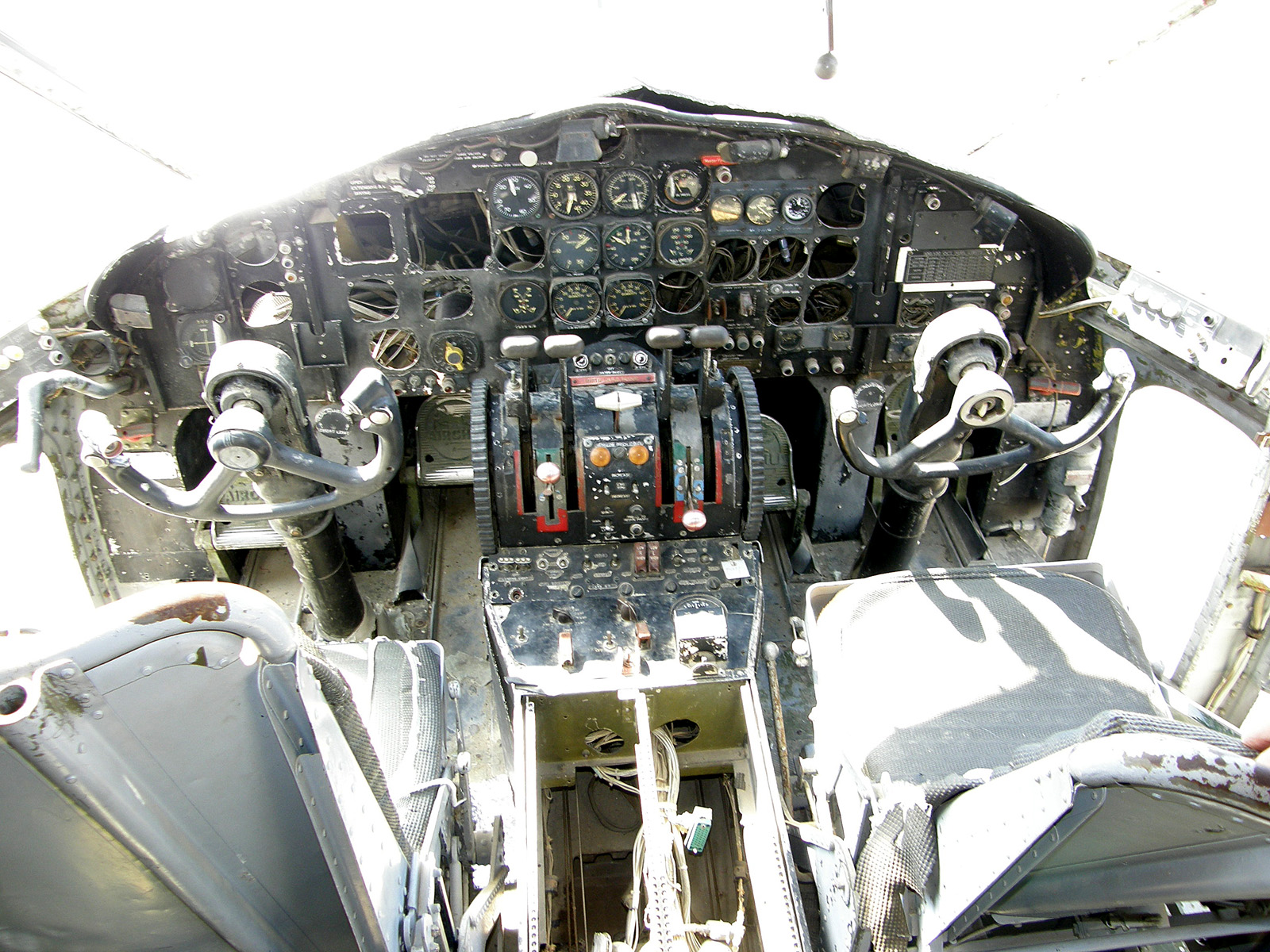
Pannello strumenti del C-119C.

Un certo numero di esemplari vennero acquistati da società assunte dalla United States Forest Service (USFS) e dal Bureau of Land Management per fornire aerocisterne nelle missioni di lotta aerea antincendio. Altri sono stati immessi in servizio cargo civile. Dopo una serie di incidenti occorsi agli esemplari durante le missioni antincendio, unito all'età avanzata delle cellule, la sicurezza dei voli divenne sempre più problematica fino a che, nel 1987, si decise di mettere fuori servizio tutta la flotta dei C-119 statunitensi che operavano in quest'ambito. Molti di questi esemplari vennero venduti in liquidazione per essere destinati a vari musei aeronautici sparsi nel territorio degli Stati Uniti d'America.
Altri trovarono impiego come aerei cargo in Alaska, utilizzati tuttora dalle compagnie aeree Northern Pacific Transport, Gifford Aviation, Stebbins&Ambler Air Transport e DeltaAssociates. Essi possono essere utilizzati per gli appalti pubblici di servizi, quali il trasporto di materiali da costruzione destinati ai villaggi situati nella foresta dell'Alaska altrimenti inaccessibili per la mancanza di infrastrutture stradali.

## Varianti

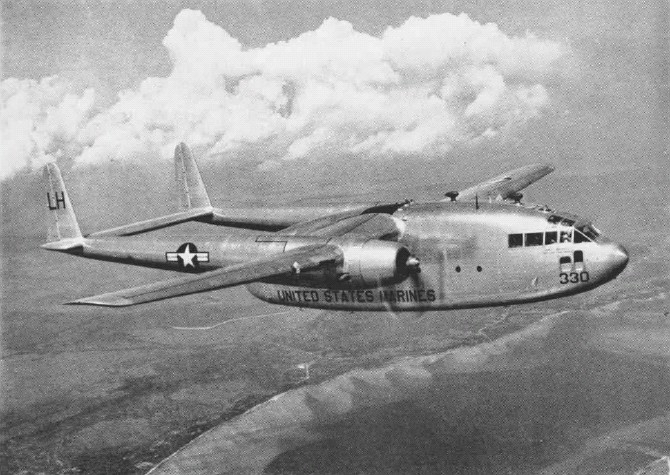
un R4Q-1 USMC appartenente alla VMR-252 nel 1950.

XC-119A
Il XC-82B modificato proveniente dalla serie, in seguito ridesignato C-119A, poi EC-119A come banco prova volante per la versione da guerra elettronica.
C-119B
versione di produzione in serie, equipaggiata con due motori radiali R-4360-30, prodotta in 55 esemplari.
C-119C
come il C-119B tranne per l'adozione di pinne dorsali e la rimozione delle estensioni piano di coda, prodotta in 303 esemplari.
YC-119D
versione prevista, caratterizzata da carrello d'atterraggio a tre ruote e pod removibili, poi ridesignata XC-128A, non costruita.
YC-119E
versione prevista derivata dal 119D ma equipaggiata con motori R-3350, poi ridesignata XC-128B, non costruita.
YC-119F
designazione di un C-119C equipaggiato con due motori R-3350-85.
C-119F
versione di produzione in serie, 256 esemplari destinati ad USAF ed RCAF.
C-119G
come il C-119F ma equipaggiata con eliche diverse, realizzata in 480 esemplari.
AC-119 Shadow
C-119G modificato come cannoniera volante, 26 conversioni.
YC-119H
versione ridisegnata, caratterizzata da un'ala dalla maggiore apertura e superfici dell'impennaggio modificate, un esemplare convertito da un C-119C.
C-119J
conversione dai C-119F e G caratterizzata da una modifica nella parte posteriore della fusoliera, 62 conversioni.
EC-119J
conversioni di localizzazione via satellite.
MC-119J
designazione utilizzata per esemplari attrezzati per missioni medevac.
YC-119K
un C-119G modificato con due turbogetti General Electric J85 installati in pod subalari.
C-119K
cinque C-119G modificati come il YC-119K.
AC-119 Stinger
designazione dei C-119G portati allo standard C-119K convertiti come cannoniera volante, 26 conversioni.
C-119L
evoluzione derivata dal C-119G, 22 conversioni.
XC-120 Packplane
una conversione dal C-119B equipaggiato con un pod da trasporto removibile.
C-128
designazione usata inizialmente per le varianti YC-119D e YC-119E.
R4Q-1
versione del C-119C destinata ad US Navy ed USMC, realizzata in 39 esemplari.
R4Q-2
versione del C-119F destinata ad US Navy ed USMC, in seguito ridesignata C-119F, realizzata in 58 esemplari.

## Utilizzatori
Belgio
- Aviation militaire

acquisì 40 nuovi esemplari e 6 surplus USAF.
 Brasile
- Força Aérea Brasileira

acquisì 13 esemplari surplus USAF.
 Cambogia
- Toap Akas Khemarak Phoumin

4 in servizio.
 Canada
- Royal Canadian Air Force

acquisì 35 nuovi esemplari.
 Etiopia
- Ye Ithopya Ayer Hayl

acquisì 8 esemplari ex USAF.
 Francia
- Armée de l'air

operò in Indocina 9 aerei prestati dall'USAF.
 Giordania
- Al-Quwwat al-Jawwiyya al-malikiyya al-Urdunniyya

acquisì 4 esemplari ex USAF.
 India
- Indian Air Force

operò con 79 esemplari.
 Italia
- Aeronautica Militare

acquisì 40 nuovi esemplari, 5 trasferiti dall'ONU e 25 surplus USAF.
 Marocco
- Forces royales air

acquisì 12 esemplari ex USAF e 6 ex RCAF.
 Nazioni Unite
acquisì 5 esemplari ex USAF (donati) ed utilizzati inizialmente dalla Indian Air Force poi acquisiti dall'Aeronautica Militare.
 Norvegia
- Kongelige Norske Luftforsvaret

acquisì 8 esemplari ex belgi.
 Spagna
- Ejército del Aire

acquisì 10 esemplari ex belgi, consegnati, ma tutti rifiutati.
 Stati Uniti
- United States Air Force
- United States Marine Corps
- United States Navy

 Taiwan
- Chung-Hua Min-Kuo K'ung-Chün

acquisì 114 esemplari ex USAF.
 Vietnam del Sud
- Không lực Việt Nam Cộng hòa

acquisì 91 esemplari trasferiti dall'USAF.

## Curiosità

### Il C-119 Flying Boxcar nel cinema
- È l'aereo da cui vengono paracadutati in Pakistan i due protagonisti del film Spie come noi (1985) di John Landis.
- Appare anche nel film Always - Per sempre (1989) di Steven Spielberg, come aereo antincendio.
- Il Flying Boxcar venne utilizzato nel film del 2004 Il volo della fenice girato dal regista John Moore, remake dell'omonimo film diretto nel 1965 da Robert Aldrich (dove però si utilizza un C-82 Packet). Nel film è il velivolo che durante il trasporto dei membri di una squadra di trivellazione attraverso il deserto della mongolia precipita, distruggendosi parzialmente, a causa di una tempesta di sabbia. I superstiti riusciranno dopo varie peripezie a ricavarne un improvvisato velivolo costituito principalmente da una delle travi di coda rimaste intatte abbinata a destra dalla sua semiala ed a sinistra dall'altra semiala staccata dal gruppo e risaldata alla struttura.
- Il C-119 viene anche inserito come co-protagonista nel film d'animazione Planes 2 (2014), nel personaggio di "Cabbie", l'aereo da trasporto ex USAF. Nel film viene però modificato per non farlo sembrare un C-119 a tutti gli effetti (così come per gli altri aerei): vengono cambiati i vetri della cabina, vengono tolti gli oblò dalla fusoliera, vengono aggiunte sulle eliche delle ogive, ma soprattutto, il portellone a "guscio di conchiglia" viene rimpiazzato da uno a rampa (stile Lockheed C-130)
- L'aereo è presente nel film Transformers - Il risveglio (2023) in quanto è la modalità di trasformazione del robot Stratosphere, membro degli Autobot, consentendo al proprio gruppo di raggiungere celermente il Perù.